# Баньоль-сюр-Сез
Баньо́ль-сюр-Сез (фр. Bagnols-sur-Cèze, окс. Banhòus de Céser) — город на юге Франции, в регионе Лангедок — Руссильон, на северо-востоке департамента Гар, на территории округа Ним. Город лежит в нижнем течении реки Сез, недалеко от места её впадения в Рону. Административный центр кантона Баньоль-сюр-Сез.
Город был основан римлянами на целебных водах, и вначале назывался Balnearius (Бани). В городе находится археологический Музей Альбер-Андре (фр.), основанный в 1868 году, демонстрирующий преимущественно римские древности, обнаруженные в «Старом городе». В Баньоль-сюр-Сез также есть интересный музей современного искусства.
В городе родился известный средневековый астроном Леви бен Гершом.

## Города-партнёры
- Каркахент
- Кишкунфеледьхаза
- Фельтре
- Ньюбери
- Экло
- Браунфельс